# Malaya Command
De Britse, Australische en Indiase eenheden op Malakka en in Singapore vielen tijdens de Tweede Wereldoorlog onder het British Far East Command. Binnen deze structuur, werden alle landeenheden ondergebracht in Malaya Command. Gedurende de strijd tussen december 1941 en februari 1942 dwong de situatie tot de nodige aanpassingen. 

## Malaya Command Lieutenant general A. E. Percival, Singapore

### Eenheden onder directe leiding Percival
- 1st  Regiment Bahawalpur Infantry
- Jind Infantry
- Karpurthala Infantry
- 1st Regiment Hyderabod Infantry
- 1st Regiment Mysore Infantry
- 1/15 Bataljon Punjab Regiment

### Reserve Malaya Command
- 12th Indian Infantry Brigade
- 2nd Battalion Argyll & Southerland Highlanders
- 5/2 Battaljin Punjab Regiment
- 4/19 Battalion Hyderbad Regiment
- 122nd Regiment Fieldartillery RA
- 15th Compagnie Bombay Indian Engineers

## Malaya Command Luitenant Generaal A. E. Percival, Singapore
Na de instelling van American-British-Dutch-Australian Command werden de landeenheden op Malakka en in Singapore gerorganiseerd. Hierbij werd rekening gehouden met de geleden verliezen. De nieuwe organisatie trad pas op 8 februari 1942 in werking.

### Eenheden onder directe leiding Percival
- Eenheid van 2e Bataljon Malay Regiment- 2 Compagnieg Dal leger
- Bataljon Jind Infanterie
- Bataljon Karpurthala Infanterie
- Bataljon Hyderabad Infanterie
- Bataljon Bahawalpur Infanterie

### Reserve Malaya Command
- 12e Indische Infanterie Brigade
- 2e Bataljon Argyll & Southerland Highlanders
- 5/2 Bataljon Punjab Regiment
- 4/19 Bataljon Hyderbad Regiment